# Margit connaughti hercegnő
Margit connaughti hercegnő (teljes nevén Margaret Victoria Charlotte Augusta Norah; Windsor, 1882. január 15. – Stockholm, 1920. május 1.) brit hercegnő, Gusztáv Adolf svéd királyi herceg (a későbbi VI. Gusztáv Adolf svéd király) felesége.

## Élete
Windsorban született a Szász–Coburg–Gothai-ház tagjaként. Szülei Artúr brit királyi herceg és Lujza Margit porosz hercegnő voltak.
1905-ben feleségül ment Gusztáv Adolf svéd herceghez, aki apja 1907-es trónra lépésétől trónörökös lett, és 1950-ben lépett a trónra.
Margit 1920. május 1-jén hirtelen hunyt el Stockholmban. A hivatalos tájékoztatás szerint egy operációt követő fertőzések okozták halálát. Hatodik gyermekével volt várandós, a nyolcadik hónapban.

## Gyermekei
- Gusztáv Adolf svéd királyi herceg (1906–1947)
- Bernadotte Sigvard wisborgi gróf (1907–2002)
- Ingrid dán királyné (1910–2000)
- Bertil svéd királyi herceg (1912–1997)
- Bernadotte Károly János wisborgi gróf (1916–2012)

## Fordítás
- Ez a szócikk részben vagy egészben a Princess Margaret of Connaught című angol Wikipédia-szócikk ezen változatának fordításán alapul.  Az eredeti cikk szerkesztőit annak laptörténete sorolja fel. Ez a jelzés csupán a megfogalmazás eredetét és a szerzői jogokat jelzi, nem szolgál a cikkben szereplő információk forrásmegjelöléseként.